# Anomala brunnea
Anomala brunnea är en skalbaggsart som beskrevs av Johann Christoph Friedrich Klug 1855. Anomala brunnea ingår i släktet Anomala och familjen Rutelidae. Inga underarter finns listade i Catalogue of Life.